# نوزاوااونسن
نوزاوااونسن (به لاتین: Nozawaonsen, Nagano) یک منطقهٔ مسکونی در ژاپن است که در Shimotakai District واقع شده‌است. نوزاوااونسن ۵۷٫۹۶ کیلومتر مربع مساحت و ۳٬۴۸۰ نفر جمعیت دارد.